# Louis Renaud
Louis Renaud (ur. 6 grudnia 1888 w Buenos Aires, zm. we wrześniu 1939 w Egipcie.) – francuski szermierz, szablista. Członek francuskiej drużyny olimpijskiej w 1908 roku.